# 劉桂陽案
劉桂陽案发生于1960年7月26日，湖南籍普通女工劉桂陽为反映「三年困难时期」民众的困苦，在國務院北門外請願、张贴标语。此案最初由郴县人民法院定性为现行反革命案件。经刘少奇平反，宣布无罪。随着刘少奇在文革中被打倒，被追罪收監。文革结束后再度平反。

## 進京與被抓
劉桂陽，湖南衡陽縣人，中國共青團團員。祖辈三代貧雇農。1960年時，她在鯉魚江火力發電廠當運煤車間工人。时值「三年困难时期」，母亲来信說家人因飢餓得水腫，村裡餓死人。刘桂阳回到老家——衡阳县上峰公社白沙大队后，证实情况属实。回厂后，刘桂阳决定“去北京见毛主席”。
1960年7月22日，刘桂阳书写了“毛主席啊、共產黨啊，中央各首長啊，睜開你的雪亮的眼睛，瞧瞧農村廣大勞動人們的痛苦生活。”“消滅人民公社，使城市商店吃的食品隨便能買到，使全國人民過上更幸福更美滿的生活。”等12幅標語，內容还包括「打倒毛澤東！彭德懷萬歲！」。7月24日，乘火车北上。7月26日抵达北京，她将“打倒人民公社”等3条标语贴在國務院北門外的牆上，随即被抓。

## 定罪與平反
案发后，刘桂阳被关押在北京西城区公安局。6天后，她被押往郴州。同年9月27日，郴县人民法院認定為「現行反革命」，判入獄五年。
時任國家主席的劉少奇知道後批示：劉桂陽無罪，應回原單位工作，撤銷判決等意見。1961年2月26日，當地官員到鲤江电厂爲劉桂陽召开平反大会。
文化大革命開始后，劉少奇被打倒。1968年9月8日，劉桂陽被重新收監。1969年3月16日，资兴县公安局、檢察院、法院軍管小組對劉桂陽作出了維持原判五年，重新收監，加判有期徒刑5年，共10年的判決。
文革結束後的1979年3月3日，鯉魚江電廠根據劉桂陽的請求，向資興市人民法院送交了一份建議重新復查劉桂陽案件的報告。資興法院第二天立案審查，3月13日作出了宣告劉桂陽無罪、建議恢復工作的復查報告。4月4日，郴州地區中級人民法院根據資興法院的復查報告正式判決撤銷了對劉桂陽的有罪判決，后來還重新安排了工作。